# Móri
Móri je maďarské a japonské příjmení. Maďarská varianta je odvozena od města Mór. Japonskou variantu 毛利 třeba rozlišovat od příjmení 森, které se přepisuje jako Mori.

## Známí nositelé
- - Motonari Móri (1497–1571)
  - Terumoto Móri (1553–1625)
  - Imrich Móri, slovenský politik, poslanec NR SR (DÚ)